# Henry Hoobin
Henry Francis „Henny“ Hoobin (* 15. Februar 1879 in Montreal; † 20. Juli 1921 ebenda) war ein kanadischer Lacrossespieler.

## Erfolge
Henry Hoobin war bei den Olympischen Spielen 1908 in London Mitglied der kanadischen Lacrossemannschaft und spielte auf der Position eines Angreifers. Neben ihm gehörten außerdem Patrick Brennan, John Broderick, George Campbell, Gus Dillon, Richard Duckett, Tommy Gorman, Ernest Hamilton, Frank Dixon, Clarence McKerrow, George Rennie und Alexander Turnbull zum Aufgebot. Nach dem Rückzug der südafrikanischen Mannschaft wurde im Rahmen der Spiele lediglich eine Lacrosse-Partie gespielt, die zwischen Kanada und dem Gastgeber aus Großbritannien ausgetragen wurde. Nach einer 6:2-Halbzeitführung gewannen die Kanadier die Begegnung letztlich mit 14:10, sodass Hoobin ebenso wie seine Mannschaftskameraden als Olympiasieger die Goldmedaille erhielt.
Schon Hoobins Vater John Hoobin war ein erfolgreicher Lacrossespieler gewesen. Im Juni 1907 beendete Hoobin zunächst seine Karriere wegen einer Knieverletzung, gab anlässlich der Spiele aber ein einmaliges Comeback. 1965 wurde er in die Hall of Fame der Canadian Lacrosse Association aufgenommen.